# Sinjaja (affluente della Velikaja)
La Sinjaja (in russo Синяя?; in Bielorussia: Sinjucha; in Lettonia: Zilupe) è un fiume di Bielorussia, Lettonia e Russia (oblast' di Pskov), affluente della Velikaja. Appartiene al bacino del Mar Baltico.

## Descrizione
Il fiume scorre dalle paludi del lago Osveya, situato nella regione di Vicebsk nella parte più settentrionale della Bielorussia dove convergono i confini di Bielorussia, Lettonia e Russia. Confini che il fiume, un modesto corso d'acqua nell'alto corso, passa più volte. 
Alla città di Zilupe (Lettonia) a 60 chilometri dalla sorgente, la larghezza del fiume non supera ancora i 10 metri. Poi raccoglie rapidamente acqua da piccoli ma numerosi affluenti: la larghezza del fiume aumenta fino a 10-15 metri, i boschi lungo le sponde lasciano il posto ai prati. 18 chilometri a valle di Zilupe, il fiume forma il confine tra Lettonia e Russia, e dopo altri 10 chilometri entra in territorio russo, dove scorre parallelo a Issa (a est) e Lža, affluente dell'Utroja, (a ovest). 
All'insediamento di tipo urbano di Krasnogorodsk, capoluogo del distretto omonimo, il fiume lascia la foresta e comincia a serpeggiare in zone paludose. La larghezza del fiume aumenta a 30 metri. Sfocia nella Velikaja a 129 km dalla foce, trenta chilometri prima della città di Ostrov. La Sinjaja ha una lunghezza di 195 km; l'area del suo bacino è di 2 040 km².